# (4711) Kathy
(4711) Kathy est un astéroïde de la ceinture principale.

## Description
(4711) Kathy est un astéroïde de la ceinture principale. Il fut découvert le 31 mai 1989 à l'Observatoire Palomar par Henry E. Holt. Il présente une orbite caractérisée par un demi-grand axe de 2,38 UA, une excentricité de 0,26 et une inclinaison de 10,2° par rapport à l'écliptique.

## Compléments